# Heodes madytus
Heodes madytus är en fjärilsart som beskrevs av Hans Fruhstorfer 1930. Heodes madytus ingår i släktet Heodes och familjen juvelvingar. Inga underarter finns listade i Catalogue of Life.